# Il giovedì grasso
Il giovedì grasso (Le jeudi gras) est un opera buffa en un acte de Gaetano Donizetti, sur un livret de Domenico Gilardoni. Le livret est une adaptation des comédies françaises Monsieur de Pourceaugnac de Molière et Le nouveau Pourceaugnac de Charles-Gaspard Delestre-Poirson et Eugène Scribe. L'opéra est constitué de parties parlées et de récitatifs, et le rôle du bouffon est écrit en langue napolitaine. L'opéra a été créé au Teatro del Fondo de Naples le 26 février 1829.

## Personnages et interprètes
| Rôle              | Voix          | Distribution, le 26 février 1829 (chef d'orchestre: -) |
| ----------------- | ------------- | ------------------------------------------------------ |
| Ernesto Rousignac | ténor         | Giovanni Battista Rubini                               |
| Stefanina         | soprano       | Rosalinda Grossi                                       |
| Nina              | contralto     | Adelaide Comelli-Rubini                                |
| Sigismondo        | basse         | Luigi Lablache                                         |
| Colonel           | baryton       | Giovanni Battista Campagnoli                           |
| Teodoro           | ténor         | Giovanni Arrigotti                                     |
| Camilla           | mezzo-soprano | Maria Carraro                                          |
| Cola              | basse         | Giovanni Pace                                          |
|                   |               |                                                        |

## Argument
Époque: XVIIe siècle
Lieu: Maison de campagne, hors de Paris
Nina et Théodore, amoureux l'un de l'autre, sont désespérés car Nina est promise à Ernesto, un garçon simple du village. Sigismondo, qui est dans sa vie privée jaloux de sa propre femme pour de faux soupçons, estime qu'Ernesto est un imbécile. Il est leur ami et décide de les aider. Sachant qu'Ernesto arrivera exactement quand le père de Nina, le colonel, sera à Paris, il offre à chacun de se déguiser comme lors d'un « Jeudi Gras »: lui, il sera un ami passé imaginaire d'Ernesto et Camilla sera une ancienne amante trahie par Ernesto. Stephanina, qui ne connaît pas Ernesto, est celle qui ouvre la porte à Ernesto et lui raconte innocemment ce que les jeunes gens ont conçu. Ernesto décide de réagir, s'adresse à Sigismondo comme à un ami et à Camilla comme une ancienne amante trahie, ce qui consolide les soupçons de Sigismond. Ernesto envoie une lettre urgente au colonel pour lui demander de rentrer chez lui dès que possible. Quand le colonel est de retour, Ernesto avoue à tout le monde que lui, le garçon simple du village, est celui qui les avait tous dupés et laisse les amoureux se marier.

## Enregistrements
| Année | Distribution (Colonel, Nina, Teodoro, Sigismondo)                | Chef, Théâtre et Orchestre                                                                          | Label                                                 |
| ----- | ---------------------------------------------------------------- | --------------------------------------------------------------------------------------------------- | ----------------------------------------------------- |
| 1970  | Federico Davià, Jill Gomez, Malcolm Williams, Elfego Esparza     | David Atherton, Radio Teflis Eireann Symphony Orchestra (Registrazione dal vivo al Wexord Festival) | Audio CD: Foyer Cat: 1-CF 2036, Memories Cat: HR 4482 |
| 1971  | Saturno Meletti, Mariella Devia, Antonio Bevacqua, Giorgio Gatti | Ottavio Ziino, Orchestra Aidem di Firenze                                                           | 33giri LP: Voce Cat: 110                              |